# Associação Portuguesa de Desportos

Escudo

La Associação Portuguesa de Desportos (o simplemente Portuguesa) es un club de fútbol brasileño, de la ciudad de São Paulo. Fue fundado en 1920 y juega en la Serie D.

## Historia

### Fundación
El 14 de agosto de 1385, las tropas portuguesas, dirigidas por D. Juan, dueño de Avis, derrotó a las tropas de D. Juan I de Castilla en Aljubarrota. La Batalla de Aljubarrota es uno de los eventos más importantes en la historia de Portugal y marcó el comienzo de la dinastía de Avis, que se mantuvo en el poder hasta 1580.
Casi cinco siglos después, el 14 de agosto de 1920, el periódico O Estado de São Paulo anunció en su página de deportes:
En el salón de actos de la Cámara de Comercio portugués, las calles de San Benito, 29-B, que se celebrará hoy a las 20 y 1/2 horas, la elección y toma de posesión de la junta directiva de la novela de Asociación Portuguesa de Deportes.
Los portugueses llegaron de la fusión de cinco compañías ya Lusitanas: Luzíadas Football Club, Asociación 5 de octubre de Sports Club Lusitano, Asociación Atlética y Marques de Pombal Portugal Marinhense. La solicitud de adhesión a la Asociación Paulista de Deportes Portugués Athletic (APEA) fue concedida el 2 de septiembre de 1920, pero como no había tiempo para la inscripción en el campeonato de ese año, los portugueses se fusionaron con Mackenzie, ya matriculado, y participó en la League 1920.
El Colegio Mackenzie Athletic Association fue el primer club de fútbol de Brasil para los brasileños. Fundado en 1898 por los estudiantes de Mackenzie College, se formó solo por estudiantes de la universidad. Los portugueses-Mackenzie compitieron en los concursos por APEA hasta 1922. En 1923, la Asociación Portuguesa de Deportes se puso a jugar con su antiguo nombre. En 1940 la Asociación Portuguesa de Deportes cambió su nombre por el de Asociación Portuguesa de Deportes.
A lo largo de su historia, más allá de los 3 títulos Paulista ganados, Lusa fue subcampeón en 4 ocasiones, primero 13 veces y quedó en cuarto lugar 11 veces, hasta 2009, a menudo estuvo entre los mejores equipos del estado de São Paulo.
En la historia de la Premier League, el portugués esta 17.º en la categoría de Mérito de la revista Score y 18.º en los puntos más importantes de la competencia brasileña.
En 163 partidos contra equipos extranjeros, Lusa tiene una trayectoria muy expresiva, con 99 victorias, 38 empates y 26 derrotas con 361 goles a favor y 181 en contra.
En la victoria sobre Sao Caetano por 3-1 el 30 de julio de 2010, el portugués anotó el gol número 7000 de su historia marcado por Athirson.
En octubre de 1920, la Cámara de Comercio portuguesa asigna la 3.ª planta de San Benito Street, # 29-B, para que sirviera como sede. En 1921, la Compañía Campo Álvares Penteado Building, ubicada en Rúa 25 de marzo, ha sido renovada y ahora se utiliza para entrenar al equipo de fútbol. Durante el movimiento de tierras, los jugadores portugueses entrenaban los miércoles y sábados en el antiguo campo de Corinthians, en Puente Grande. Por cierto, en el año 1921, los jugadores fueron convocados por los anuncios en los periódicos portugueses, y el club pagó los pasos del tranvía.
En 1922, los portugueses tomaron el campo de fútbol Cambuci Sindicato de Artes y Recreación, ubicado en la calle Cesario Ramalho, N.º 25, Lavapés, y había sido construido en un terreno de la ciudad. El sitio tenía paredes, pabellones, vallas, campos de césped y gradas, pero no fue hasta 1925 que la APEA ofició el estadio, lo que permite el uso público.
En la inauguración, el 25 de enero de 1925, hubo dos partidos: Corinthians ganó por 4-0 ante el Atlético Bras y la derrota de la Germania portugués por 5-0.
En agosto de 1929, se compró una parcela en la Avenida Teresa Cristina, Ipiranga, que tuvo su zona ampliando a lo largo de los años. En 1938, 11 000 m² fueron adquiridos por el terreno original.
En 1933, la sede se trasladó al Edificio Martinelli, Rúa de São Bento, 8.ª planta, donde permaneció hasta 1935, cuando se trasladó a Rúa XV de noviembre, N.º 18, 2.ª planta. La sede también se trasladó a la Calle Once agosto, N.º 29, en el año 1938. Esta fue la última sede de los Deportes portugueses.
En 1940, se trasladó a la Rúa do Carmo, 177, 2.ª planta. La primera planta del edificio fue alquilado y contribuyó al presupuesto del club. Ese mismo año se inició la construcción del Estadio de Pacaembu y la primera piedra del futuro estadio Dr. Ricardo Severo, que se construye en el sitio de Teresa Cristina Avenue. El nombre del estadio sería un homenaje al portugués Ricardo Severo, socio del arquitecto Ramos de Azevedo. La "Gaceta Deportiva" en su edición del 10 de junio de 1940, reportó el hecho:
En el barrio histórico de la colina, la Asociación Portuguesa de Deportes informó ayer un acontecimiento histórico para su progreso y su futuro, el auge de la hermosa ceremonia, la piedra angular Estadio Ricardo Severo, al darse cuenta de que no surgirá el representante más perfecto del club colonia lusa industrioso de Sao Paulo.
Sin embargo, el estadio nunca se construiría. Los portugueses comenzaron a jugar sus partidos en Pacaembu y entrenar en el Parque de Ibirapuera. En el año 1942, hubo otro cambio de domicilio social, ahora para el Largo de São Bento, N.º 25, 1.ª planta. Todavía estaban en el año 1942 y portugueses do Ipiranga vendieron el terreno por 800 mil reis.

### Portuguesa de 1933
Los principales actores de este año, donde portuguesa fue tercero en el Campeonato Paulista y también en el Torneo Rio-São Paulo fueron: Batatais, Neves y Machado.
En el Torneo Rio-São Paulo, la mayor competencia en el año 1933 en Brasil, Portuguesa tuvo 30 puntos en 22 partidos, con 12 victorias, 6 empates y solo 4 derrotas, 57 goles a favor y 33 en contra, con el balance positivo de 24 goles.

### Portuguesa bicampeón del campeonato paulista 1935/1936
En 1935, Portuguesa tenía quince años de historia ganando el campeonato Paulista con relativa facilidad, después de haber sido el líder absoluto durante toda la competición, se tropezó en el último partido de la competición contra Ypiranga en Ituanos. Debido a la caída de los portugueses volvieron a enfrentarse a Ypiranga al mejor de tres partidos, empatando con el Ypiranga por 2-2, pero imponiendo su mejor categoría en el segundo partido, cuando se impuso por 5 a 2, convirtiéndose en campeón Paulista en 1935, en lo que fue su primer título de estado.
Al año siguiente ganó otra vez el campeonato con relativa facilidad, ya que los portugueses llegaron a la final otra vez contra Ypiranga equipo que enfrentó el año anterior, solo que esta vez no fueron necesarios tres partidos, ya que el equipo Lusa goleo en el barrio de ituanos a Ipiranga 6-1.
En el último año de la década de 1930, en 1940, el primer puesto fue del Corinthians, portuguesa se consagraría subcampeón Paulista.

### Portuguesa de los 50s
El equipo de la década de 1950 es considerado como el mejor equipo en la historia del fútbol, no solo por haber ganado títulos importantes dentro y fuera del país, sino también por haber dado lugar a muchos jugadores a la selección nacional.
La Lusa ganó un torneo jugado en la ciudad de Salvador en el año 1951, este torneo lo jugó contra el Esporte Clube Bahia, Esporte Clube Vitoria y Sporting Clube Ypiranga, siendo este último en el momento, uno de los grandes clubes de Salvador, como los otros dos, formando la conocida doble -Ba Vi.
Además del Torneo de San Isidro de 1951, que ganó en España, los portugueses también ganaron la cinta azul 3 veces, por haber realizado tres expediciones fuera del país invicto en los años 1951, 1953 y 1954.
La década de 1950 Portuguesa fue también dos veces campeón del torneo Rio-São Paulo, en el año 1952, en la final contra Vasco da Gama y en 1955, en la final contra el Palmeiras Deportes Sociedad.
En el año 1960, Lusa fue subcampeón Paulista, acabando el campeonato a solo dos puntos del Santos Fútbol Club, el Rey Pelé. Una derrota sorprendente en la penúltima jornada, el 11 de diciembre, fue crucial para separar los dos equipos en la tabla clasificatoria final.
Los principales actores en los portugueses en la década de 1950: Brandãozinho, Djalma Santos, Ipojucan, Simon, Julinho Botelho y Pinga

### Portuguesa de 1971 a 1975
Obtuvo el tercer puesto en el Campeonato Paulista de 1971 y 4° en el de 1974, en dos campañas estatales buenas.
En 1971, también ganó el torneo Oswaldo Teixeira Duarte en Goiás.
Al año siguiente, Portuguesa gana el torneo cuadrangular en Estambul, presagio de lo que vendría después.
El equipo de 1973 será recordado por un título estadual de controversia cuando fue co-campeón Paulista con el Santos, después de un error arbitral, ante unos 116.000 aficionados, pero pocos mencionan el hecho de que al Lusa le anularon un gol legítimo de su centrodelantero Cabinho. Para clasificar a la final, el portugués era el campeón invicto de la Copa São Paulo, con 7 victorias y 4 empates, goleando a Palmeiras en el partido final jugado en el Estadio Pacaembú por 3-0, ante 29.600 aficionados.
Era un equipo joven que jugaba de forma errática, pero con mucha calidad, tanto en defensa como en ataque, que seguía siendo el centrodelantero Cabinho, para posteriormente ser ídolo en México.
Formación: Zecão, Izidoro, Pescuma, Badeco, Calegari, Cardoso, Shasha, Eneas, Wilsinho, Cabinho y Albahaca.
Portuguesa mantiene la base en los siguientes años, llegando a ser subcampeón Paulista en 1975, perdiendo el título por penales contra São Paulo después de una victoria por 1-0 para cada uno en los dos partidos.

### Portuguesa de 1984 a 1986
El equipo rojiverde fue dirigido por Edu Marangón, formado en las categorías básicas de Portuguesa, después de haber debutado en el primer equipo en el año 1984, año en el que Portuguesa se colocó séptimo en la Liga Premier. Edu fue el conductor del subcampeonato Paulista de 1985, y quinto en el Paulistão de 1986, dejando al club en 1988.
Archivo:Comm
Otro jugador importante en este período fue el experimentado defensor Luis Pereira, quien comandaba la defensa con solo 4 derrotas en 36 partidos Paulistão en 1985, año en el que a Portuguesa lo transmitían en la televisión que tenía los derechos de ese campeonato, incluida la final, al no ponerse de acuerdo para recibir una cantidad más pequeña de los derechos de transmisión que Corinthians, Palmeiras, Santos y São Paulo.

### Portuguesa en 1996
El equipo de 1996 no ganó el título, pero estaba programado para estar entre los mejores equipos del país en aquel momento. Los portugueses ganaron el Torneo Inicio del campeonato y fueron subcampeones de Brasil. Portuguesa hizo una campaña memorable disputando la gran final del Brasileirão, frente al poderoso Grêmio de Porto Alegre. En el partido de local vencieron 2-0 y en Porto Alegre cayeron 2-0, Grêmio fue campeón por haber quedado mejor posicionado en la liguilla final, quedando 6.º, y Portuguesa quedó 8.º. Pues los 8 mejores de 24 equipos disputaban un campeonato ida y vuelta.
Formación: Clemer, Walmir, Emerson, Roberto Carlos y César, Gallo (capitán), Caio y Zé Roberto, Álex Alves (Tico) y Fabri Rodrigo.

### Portuguesa en 2002
En el Campeonato de Fútbol de Brasil en 2002, los portugueses sufrieron el descenso por primera vez en su historia, hasta ahora desconocido en sus 82 años de existencia. Más tarde, en 2006, el equipo sufrió el descenso en el primer Campeonato Paulista.

### Portuguesa en el campeonato paulista-serie A2
El club más grande en ser campeón de la Serie A2 hoy, es portuguesa que lo logró en el Campeonato Paulista de 2007-Serie A2 mostrando claramente su grandeza en esta campaña. En 27 partidos disputados tuvo 16 victorias, 8 empates y solo 3 derrotas. Fue el mejor equipo en la primera ronda del campeonato, con 38 puntos, con 11 victorias y las 3 derrotas. En la segunda fase, en el Grupo A, junto a Guaraní, Bandeirantes y São José, fue el líder absoluto invicto en el grupo y se aseguró un lugar en la serie A del Paulistão en 4.ª ronda después de vencer a Guaraní por 1-0 en Canindé y el último puesto en la 5.ª ronda tras un empate 2-2 con el San José en 6 juegos en la segunda ronda, obtuvo 4 victorias y 2 empates, y disparó contra el mejor equipo de la segunda fase en los dos grupos y único invicto con 14 puntos, añadiendo el doble de puntos de Guaraní (7 puntos), segundo lugar en el grupo y que ganó el asiento a la Serie A gracias al Paulistão, porque se clasificó para la final y jugó en el último grupo y vuelta en Canindé contra Bandeirante, que necesitaban una victoria simple a través de la selección portuguesa en ganar el segundo lugar en el grupo y por lo tanto la vacante en la Serie A Paulistão. Sin embargo, portuguesa no preguntó e hizo su parte, le ganó al Bandeirante por 1-0, y consiguió el retorno de los guaraníes, que tuvo que torcer a portuguesa para su regreso al campeonato paulista de élite dependía de ese juego.
logró el tercer lugar en la Ronda 1 con 34 puntos y el primer lugar en el Grupo B de la segunda fase con 10 puntos saliendo campeón invicto de antemano y desdobló en el puntaje al segundo que fue Guaraní. Portuguesa llegó a la final y enfrentó a Río Negro, en el primer juego, en São José do Rio Preto, terminó empatado 1-1, con una audiencia de menos de 2.000 espectadores. Ya en Canindé envasados en Sao Paulo, con un público de aproximadamente 25.000 personas (12.000 de pago), portuguesa puede dar el grito de campeón y hacer la fiesta después del partido, después de vencer al Río Negro por 4-0, con goles de Rodrigo Uchôa (en contra), Diogo, Marcos Paulo y Rivaldo.
Clayton, quien anotó el gol de Río Negro en el primer juego de la final, fue el máximo goleador con 12 goles en la liga, y poco después de la final, fue contratado por el campeón portugués, para competir en la Copa de Brasil y en la Serie B.

### Barcelusa: Campeón de la Serie B e 2011
En el concurso de la Serie B brasilera en 2011, el portugués lanzó un ambiente de fútbol, con un toque refinado de la pelota y ofensiva, por lo que incluso se ganó el apodo Barcelusa, una comparación con el Barcelona Fútbol Club, el equipo europeo que juega con estas características de juego. La comparación entre Portugal y Barcelona fue tan grande que la noticia se difundió por todo el mundo, y en las noticias portuguesa resonaba en los principales periódicos de España, comparando el estilo de juego del Lusa con el Barça.
El equipo Lusa aseguró su regreso al Campeonato Brasileiro de Serie A, ganando el fútbol americano el 22 de octubre de 2011 por 3-2, en un partido disputado en São Paulo, con 7 vueltas antes de llegar a ganar el título de la Serie del Campeonato Brasileño B 2011 tras empatar con Sport Recife por 2-2, en la tarde del 8 de noviembre de 2011, todavía faltaban tres rondas para el final del campeonato que coincidía esto con un público que llenaba las gradas del estadio Canindé. En 38 partidos, el portugués sumó 23 victorias, 13 empates y solo 3 derrotas, con 82 goles a favor y 32 en contra, aún estando invicto durante 21 partidos durante la competición. La gran campaña de Portuguesa en la Serie B en 2011 es considerado el segundo mejor récord en la historia de la Serie B del Campeonato Brasileño, y por otra parte, los portugueses, con sus 82 goles a favor, consiguieron la mejor marca de toda la Serie B en ataque, esta marca de otros grandes clubes, así como la Lusa que compitió en la Serie B nunca estuvo cerca, como Palmeiras, Botafogo, Grêmio, Atlético MG-, Corinthians y Vasco da Gama.

### 2012: La frustración y la reducción inesperada en el campeonato paulista
El portugués emocionado acerca de la gran campaña de la Serie B pintado como uno de los favoritos para conseguir un lugar en el G-8 o incluso el título Estadual, pero fue una decepción. Empezó a perder en el Paulista con Jundiai en Canindé por 2-0, incapaces de crecer y llegar a alcanzar el G-8. Llegó a la ronda final en la 15 posición con un riesgo de degradar un total de 18 puntos, a solo 4 victorias, 6 empates y derrotas 8, dependía de una victoria contra Mirassol fuera de casa, pero no cumplió con su parte y fue goleado por 4-2, descendiendo a la Serie A2 nuevamente, con gran decepción de los aficionados y jugadores.
El año 2012 jugó en la serie A, debido a que en la fecha 32 del Campeonato Serie B ganó su partido ante el Americana por marcador de 2-3, y consiguió un total de 67 puntos, sacándole 19 puntos de ventaja al quinto colocado (Sport Recife) a falta de 6 jornadas (18 puntos en disputa)

## Uniforme
El uniforme de portuguesa no tuvo alteraciones en sus colores pero si la cantidad de rayas en la camiseta. Desde 2009, su uniforme es previsto por la empresa brasileña Penalty.
- Uniforme titular: Camiseta roja y verde, pantalón blanco, medias blancas.
- Uniforme alternativo: Camiseta blanca, pantalón blanco, medias rojas.

## Datos del club
- Participaciones en la Copa Conmebol: 1 (1997)

Mejor posición: Octavos de final (1997)
- Participaciones en la Copa Sudamericana: 1 (2013)

Mejor posición: Segunda Fase (2013)

## Participaciones internacionales
| Competencia           | Edición |
| --------------------- | ------- |
| Copa Sudamericana (1) | 2013.   |
| Copa Conmebol (1)     | 1997.   |

### Por competición
| Torneo            | TJ | PJ | PG | PE | PP | GF | GC | DG | Puntos |
| ----------------- | -- | -- | -- | -- | -- | -- | -- | -- | ------ |
| Copa Sudamericana | 1  | 2  | 0  | 1  | 1  | 1  | 2  | -1 | 1      |
| Copa Conmebol     | 1  | 2  | 0  | 1  | 1  | 1  | 4  | -3 | 1      |
| Total             | 2  | 4  | 0  | 2  | 2  | 2  | 6  | -4 | 2      |

## Entrenadores
- Jim Lopes (1952)[3]
- Délio Neves (1955)[4]
- Otto Vieira (1959)
- Otto Glória (1973–1975)
- Candinho (1997–1999)
- Mário Zagallo (diciembre de 1998–octubre de 1999)[5][6]
- Nelsinho Baptista (2000–junio de 2000)[7]
- Lula Pereira (2000–diciembre de 2000)[8][9]
- René Simões (diciembre de 2000–marzo de 2001)[10][11][12]
- Candinho (marzo de 2001–2002)[12]
- Edu Marangon (2002–noviembre de 2002)[13][14]
- Gilson Nunes (noviembre de 2002)[14][15]
- Heriberto da Cunha (agosto de 2003–noviembre de 2003)[16][17]
- Paulo Comelli (marzo de 2004–agosto de 2004)[18][19]
- Luiz Carlos Ferreira (agosto de 2004–2004)[19][20]
- Alexandre Gallo (2005)[21]
- Giba (marzo de 2005–febrero de 2006)[21][22]
- Edinho (marzo de 2006–mayo de 2006)[23][24]
- Luiz Carlos Barbieri (mayo de 2006–agosto de 2006)[25][26]
- Candinho (agosto de 2006–septiembre de 2006)[27][28]
- Vágner Benazzi (septiembre de 2006–julio de 2008)[29][30]
- Valdir Espinosa (julio de 2008–agosto de 2008)[31][32]
- Estevam Soares (agosto de 2008–enero de 2009)[33][34]
- Mário Sérgio (enero de 2009–marzo de 2009)[34][35]
- Flávio Trevisan (interino- marzo de 2009)[35]
- Paulo Bonamigo (marzo de 2009–agosto de 2009)[36][37]
- Renê Simões (agosto de 2009)[38][39]
- Vágner Benazzi (agosto de 2009–abril de 2010)[40][41]
- Vadão (abril de 2010–octubre de 2010)[42][43]
- Sérgio Guedes (octubre de 2010–febrero de 2011)[44][45]
- Jorginho (febrero de 2011–abril de 2012)[45][46]
- Geninho (abril de 2012–diciembre de 2012)[47][48]
- Péricles Chamusca (diciembre de 2012–abril de 2013)[49][50]
- Edson Pimenta (interino- abril de 2013–junio de 2013/junio de 2013–julio de 2013)[50][51][52][53]
- Gerson Sodré (interino- julio de 2013)[53]
- Guto Ferreira (julio de 2013–febrero de 2014)[54][55]
- Argel Fucks (febrero de 2014–mayo de 2014)[56][57]
- Marcelo Veiga (mayo de 2014–julio de 2014)[58][59]
- Vágner Benazzi (septiembre de 2014–octubre de 2014)[60]
- Jorginho (junio de 2016–agosto de 2016)[61][62]
- Márcio Ribeiro (agosto de 2016–2016)[62]
- Tuca Guimarães (diciembre de 2016–marzo de 2017)[63][64]
- Estevam Soares (marzo de 2017–mayo de 2017)[65][66]
- Mauro Fernandes (mayo de 2017–agosto de 2017)[67][68]
- PC Gusmão (agosto de 2017–noviembre de 2017)[69][70]
- Luís Carlos Martins (noviembre de 2018–febrero de 2019)[71][72]
- Zé Maria (mayo de 2019–?)[73]
- Mazola Júnior (noviembre de 2022–enero de 2023)[74][75]
- Gilson Kleina (enero de 2023–abril de 2023)[76][77]
- Leandro Zago (abril de 2023–septiembre de 2023)[78][79]
- Dado Cavalcanti (octubre de 2023–febrero de 2024)[80][81]
- Alan Dotti (interino- febrero de 2024)[81]
- Pintado (febrero de 2024–marzo de 2024)[82][2][83]
- Alan Dotti (marzo de 2024–presente)[2]

## Palmarés

### Torneos estaduales
- Campeonato Paulista (3): 1935, 1936, 1973
- Copa Paulista (1): 2020

### Torneos interestaduales
- Torneo Río-São Paulo (2): 1952,[3] 1955[4]

### Torneos nacionales
- Campeonato Brasileño de Serie B (1): 2011
- Subcampeón del Campeonato Brasileño de Serie A (1): 1996[84]